# آکاستو
آکاستو (به مجاری:  Akasztó) یک سکونتگاه مسکونی در مجارستان است که در باچ-کیش‌کون واقع شده‌است.